# مگس‌گیر بهشتی ژاپنی
مگس‌گیر بهشتی ژاپنی (نام علمی: Terpsiphone atrocaudata) نام یک گونه از سرده مگس‌گیر بهشتی است.